# Fabio Isman
Fabio Isman (Monza, 30 marzo 1945) è un giornalista italiano.

## Biografia
Fabio Isman, nasce a Monza da una famiglia triestina e dal 1970 abita a Roma. Ha esordito nel 1964 all'Eco di Monza e della Brianza. Nel 1968 è entrato nella redazione de Il Piccolo di Trieste e nel 1969 è passato a Il Gazzettino di Venezia, da cui si è dimesso il giorno in cui è stato licenziato il direttore Alberto Cavallari. Dal 1970 al dicembre 2009 ha fatto parte della redazione de Il Messaggero di Roma, dove è stato inviato speciale e, per due volte e a lungo, capo dei servizi italiani. Nel 1980, Isman finì in carcere per aver pubblicato su Il Messaggero alcuni estratti dei verbali d'interrogatorio di Patrizio Peci, il primo "brigatista rosso pentito". Ci rimase per 131 giorni, prima di essere assolto in appello con formula piena (presidente Filippo Mancuso).
Dopo essersi occupato per decenni di politica, scandali politici, processi e terrorismo, ed aver seguito importanti eventi in Italia e all'estero, due guerre in Medio Oriente, e l'elezione di due papi, dal 1980 scrive soprattutto di arte e cultura, argomenti ai quali ha dedicato numerosi libri e pubblicazioni. Dal 1985, è particolarmente attento al saccheggio dell'archeologia clandestina in Italia, che dal 1970 ha portato allo scavo illegale di oltre un milione e mezzo di pezzi, secondo calcoli dell'Università di Princeton, coinvolgendo circa diecimila persone nelle indagini.
Per anni è stato sposato con Lina Agostini, scrittrice e storica giornalista del Radiocorriere TV e vicedirettrice della sezione cultura della RAI: proprio la loro storia coniugale travagliata fu il soggetto di un romanzo autobiografico scritto dalla Agostini stessa e pubblicato a puntate sul Radiocorriere nell'estate 1988, ma Isman riuscì a scoprire sé stesso nel protagonista del romanzo - insieme ad altri dettagli senza veli su di lui e la sua relazione - e ottenne di far sequestrare l'edizione del Radiocorriere con una parte del romanzo in tutta Italia, bloccandone il prosieguo.
Per dieci anni, è stato titolare della rubrica "La pagina nera" su Art e Dossier che, dopo una pausa di altri dieci, ha ripreso nel 2010; è collaboratore, inoltre, de Il Messaggero, e di diverse altre testate periodiche specializzate nel settore dei beni culturali, come Il Giornale dell'Arte, The Art Newspaper e Bell'Italia, dove è titolare della rubrica "Fuoriluogo". Dal 1º aprile 2013 al 31 marzo 2014, è stato Direttore editoriale di Artemagazine, quotidiano online di arte e mostre di cui era Direttore responsabile Paolo Madron, che ha contribuito a fondare.

## Opere
- I forzati dell'ordine: l'Italia delle molte polizie, Marsilio, 1977.
- Tutti gli uomini dell'Antilope, il caso Lockheed, Mondadori, 1977;
- Angioni: noi a Beirut, prefazioni di Sandro Pertini e Giovanni Spadolini, Adnkronos libri, 1984.
- Pietra su pietra, dieci anni di restauri in Italia, prefazioni di Giovanni Spadolini, Giulio Andreotti, Franco Nobili, Laterza, 1991.
- Naia? No grazie, con Valdo Spini, Baldini & Castoldi, 1997.
- Venezia, la fabbrica della cultura; tra istituzioni ed eventi, per l'Associazione Venezia 2000, Marsilio, 2000.
- (con altri) Tesori di Roma (1999), di Napoli (2000), di Venezia (2001), di Palermo (2002), di Bologna (2003), di Torino (2004), di Genova (2005), e Tesori di città (2006), per Findomestic Banca, Ed. Nardini, Firenze.
- Venezia fabbrica d'arte, tra collezionismo ed esportazione, per l'Associazione Venezia 2000, Marsilio, 2001.
- (con altri) Jiménez Deredia nella Basilica di San Pietro a Roma, Bandecchi & Vivaldi, Pontedera, 2001.
- Dal 2002 al 2011 ha coordinato l’Almanacco di VeneziAltrove, Marsilio, Fondazione Venezia 2000 e Fondazione di Venezia.
- (con altri) Jiménez Deredia, Firenze, Bandecchi & Vivaldi, Pontedera, 2006.
- I predatori dell'arte perduta, il saccheggio dell'archeologia in Italia, Skira, 2009.
- Il Ghetto di Venezia, Skira, Mini Artbooks. 2010.
- Postfazione a: Stefan Zweig, Il candelabro sepolto, Skira, 2013.
- Andare per le città ideali, Il Mulino, 2016. Premio Brancati-Zafferana Etnea[4]
- L'Italia dell'arte venduta: collezioni disperse, capolavori venduti, Il Mulino, 2017, premio speciale del Presidente del Senato al Premio Giustolisi 2017.
- 1938, l'Italia razzista: i documenti della persecuzione contro gli ebrei, Il Mulino, 2018, premio Scanno Storia, sezione Anniversari.
- Andare per l'Italia degli intrighi, Il Mulino, 2020.
- Quando l'arte va a ruba: furti e saccheggi, nel mondo e nei secoli, Giunti, 2021.
- La Roma che non sai: viaggio nei segreti della Città eterna, Il Mulino, 2023.
- Andare per l'Italia razionalista, Il Mulino, 2024.
- Indagini e segreti sulle tracce dell'arte. Vicende e imprese dei Carabinieri per la Tutela del Patrimonio Culturale, Giunti, 2025

Ha inoltre coordinato i cataloghi delle mostre "Oltre i sensi / Beyond the senses" del pittore Roberto Ferri, Londra e Roma, 2009, Skira 2009, e "La Ruta de la Paz, Deredia a Roma" dello scultore Jorge Jimenez Deredia, a Roma, 2009, Electa, 2009.